# Jakub Montewka (inżynier)
Jakub Jerzy Montewka (ur. 29 maja 1978) – polski inżynier, doktor habilitowany, profesor nadzwyczajny Katedry Transportu i Logistyki Uniwersytetu Morskiego w Gdyni.

## Życiorys
Od 1996 roku studiował na Wyższej Szkoły Morskiej w Szczecinie uzyskując w roku 2001 tytuł magistra inżyniera nawigatora morskiego. W roku 2004 ukończył studia podyplomowe na Uniwersytecie Marii Curie-Skłodowskiej w Lublinie na kierunku zarządzanie projektami europejskimi i prawo Unii Europejskiej. W roku 2008 uzyskał stopnień doktora nauk technicznych w dziedzinie geodezji i kartografii na Wydziale Nawigacyjnym Akademii Morskiej w Szczecinie. 
W latach 2015–2018 pracował jako senior researcher Finnish Geospatial Research Institute w Kirkkonummi (Finlandia). Od 2017 jako visiting researcher Department of Mechanical Engineering Aalto University (Finlandia).